# Péchés innombrables
Péchés innombrables (titre original : A Multitude of Sins) est un recueil de Richard Ford composé de neuf nouvelles parues dans divers magazines ou revues littéraires (Granta, The Southern Review, The New Yorker et Tin House (en)) entre 1996 et 2001 ainsi que d'un roman court inédit. Le recueil est paru en 2002 aux États-Unis puis a été traduit et publié en français la même année aux éditions L'Olivier.

## Contenu
- Intimité, 2002 ((en) Privacy, 1996)
- Moment privilégié, 2002 ((en) Quality time, 2000)
- Appel, 2002 ((en) Calling, 2000)
- Retrouvailles, 2002 ((en) Reunion, 2000)
- Le Chiot, 2002 ((en) Puppy, 2001)
- Crèche, 2002 ((en) Crèche, 1998)
- Sous la surface, 2002 ((en) Under the Radar, 2000)
- Dominion, 2002 ((en) Dominion, 2000)
- Charité, 2002 ((en) Charity, 2001)
- Abîme, 2002 ((en) Abyss, 2002)

## Présentation

### Le titre
Le titre du recueil est inspiré directement ou indirectement de deux passages de la bible : la première épître de Pierre : Love covers a Multitude of sins, qui prêche la rédemption par l'amour, et la cinquième partie de l'épître de Jacques Let him know, that he which converteth the sinner from the error of his way shall save a soul from death, and shall hide a multitude of sins.
Chaque récit s'articule autour d'un adultère qui sert de révélateur aux manquements répétés , contribuant chaque jour à vider de leur sens les relations entre un homme et une femme. Ce titre en forme de citation décapitée est à l'image de ces couples qui, faute d'amour ou peut-être d'espoir de rédemption, voient leur histoire réduite au bilan négatif de leurs errements. Cependant l'expression  to cover a multitude of sins s'est émancipée en anglais de son contexte biblique et signifie dans le langage populaire  « recouvrir » ou  « cacher un grand nombre de péchés ». Plusieurs critiques notent donc que le titre est ambigu pour le lecteur qui attendrait un catalogue des vices (les sept péchés capitaux par exemple) puisque le seul « péché » évoqué est l'adultère. 
La citation complète, "Love Will Hide a Multitude of Sins", est également le titre choisi par Kierkegaard pour deux de ses Dix-huit discours édifiants (1843) qui traitent du pardon des péchés à travers trois exemples bibliques dont celui de la  femme adultère (Jean, 8).

### Les récits
La première nouvelle, Intimité (Privacy), est l'histoire d'un voyeur qui se déroule dans un cadre évoquant Fenêtre sur cour d'Alfred Hitchcock et dont le dénouement n'est pas sans évoquer celui de la nouvelle d'Edgar Poe,  « Les Lunettes », parue dans Histoires extraordinaires.
Dans Moment privilégié (Quality time), un mari infidèle est témoin de la mort brutale d'une femme heurtée de plein fouet par une camionnette, qui ne cessera de le hanter. Charité (Charity) raconte comment l'avocate Nancy Marshall découvre par hasard que son mari la trompe; dans Retrouvailles (Reunion), un mari est confronté à ses souvenirs d'une ancienne liaison assez médiocre, mais aux conséquences douloureuses ; Sous la surface (Under the Radar) met en scène un couple qui se rend à une invitation en voiture lorsque la femme avoue à son mari qu'elle a eu une brève liaison avec leur hôte.
Abîme (Abyss), le plus long texte du recueil, décrit une relation entre deux agents immobiliers, faites d'étreintes rapides dans des maisons vides, liaison qui se défait lorsqu'ils ont l'occasion de passer plusieurs jours ensemble et de découvrir qu'ils n'éprouvent rien l'un pour l'autre; une escapade au Grand Canyon du Colorado se termine par la mort accidentelle de la femme.

## Analyse
Le recueil est une série de portraits des classes blanches aisées dans l'Amérique contemporaine ; elles insistent sur le sentiment d'aliénation des héros, notamment masculins ; elles jouent sur le point de vue et la perspective, spatiale ou temporelle à partir desquels le héros construit sa représentation de monde et de lui-même. Essentiellement changeante, la perspective induit un sentiment d'étrangeté et de déséquilibre dans l'esprit des narrateurs. La perspective peut être faussée par la distance et les fantasmes  du narrateur (Intimité), par les éléments de vérité qui se trouvent dans l'angle mort, hors de portée de la perception (« sous le radar ») du narrateur ; la découverte de ces éléments se fait au prix d'une déconstruction de l'univers faux dans lequel il vivait (Sous la surface) et par un jeu de miroir illumine d'une façon différente sa perspective sur lui-même, sur la série d'échecs et de renoncements qui composent, presque à son insu, le fil de son existence.

## Réception
Les avis sont partagés à la sortie de l'ouvrage qui est dans l'ensemble fraîchement reçu par la critique américaine,, notamment par le critique du New York Times et bien accueilli par la critique britannique. Pour les premiers les nouvelles pèchent par une étude psychologique superficielle, voire pour certains un style maniéré. Le New York Times ironise par exemple sur ce qu'il appelle Awkward Pang of Muted Epiphany (les affres embarrassés d'une épiphanie retenue), ou A.P.M.E., accusant Richard Ford d'utiliser ce procédé lorsqu'il veut signifier que son personnage a progressé de quelques millimètres et citant cet exemple d’ « A.P.M.E. » dans Dominion:  « C'est difficile de savoir comment terminer quelque chose qui n'a pas vraiment commencé ».
Les nouvelles seraient de qualité inégale et leur longueur ne serait pas toujours commensurable avec leur contenu. On lui a également reproché de ne mettre en scène que des personnages blancs de milieux aisés, mais ses défenseurs répondent qu'il choisit de décrire ce qu'il connaît le mieux. 
Le psychiatre Peter D. Kramer au contraire loue la façon dont le style exprime, à travers ses maniérismes, la situation de déséquilibre dans laquelle se trouvent les personnages et celle dont le décor bourgeois des nouvelles habille ceux qui les traversent; il note le réalisme des situations et des comportements, évoquant L'Étranger, de Albert Camus. Il oppose l'image fabriquée par une certaine tendance du roman et du cinéma américains de relations maintenues en vie coûte que coûte au prix d'un travail intensif et la réalité de mariages vides de sens.
Bien accueilli en France, le recueil est proposé au programme de l'agrégation d'anglais en 2008-2009.

### Rapprochements
Les critiques évoquent à son propos un certain nombre de précédents littéraires, notamment : 
- Anton Tchekov dont les nouvelles témoignent du même souci pour le détail signifiant[8] ;
- Henry Miller, Norman Mailer, James Salter et Thomas McGuane parce que les personnages masculins s'inscrivent dans la tradition des figures tragiques, incomplètes et aliénées des romans de ces auteurs[5] ;
- le poète Wallace Stevens parce que comme lui il « viole la règle » en « disant » au lieu de « montrer »[8].